# Palača Scone
Palača Scone (angleška izgovorjava: /ˈskuːn/) je zgodovinska stavba kategorije A blizu vasi Scone in mesta Perth na Škotskem. Zgrajena iz rdečega peščenjaka s kasteliranim strešnim zaključkom, je primer sloga neogotike na Škotskem.
Scone je bil prvotno mesto zgodnjekrščanske cerkve, kasneje pa avguštinskega samostana. Samostan Scone je bil leta 1559 med škotsko reformacijo močno poškodovan, potem ko je v Scone iz Dundeeja prišla drhal, ki jo je podtaknil slavni reformator John Knox. Potem ko je preživel reformacijo, je samostan leta 1600 postal posvetno gospostvo (in dom) znotraj župnije Scone na Škotskem. Palača je tako že več kot 400 let dom grofov Mansfieldskih. Leta 1802 je David William Murray, 3. grof Mansfieldski, naročil Williamu Atkinsonu, naj razširi in preoblikuje palačo Scone iz poznega 16. stoletja. Tretji grof je Atkinsona zadolžil, da posodobi staro palačo in hkrati ohrani značilnosti srednjeveških gotskih samostanskih stavb, na katerih je bila zgrajena, pri čemer je bila večina del končana do leta 1807.
Palača in njena okolica, ki vključuje zbirko jelk in labirint v obliki zvezde, sta odprta za javnost.

## Zgodovina Sconea

### Prazgodovina in tradicija
Škotska je bila ena zadnjih kraljevin, ki je sprejela in imela koristi od pisane besede in pravnega sistema, ki ga je podpirala. Šele ob koncu 11. stoletja se je na Škotskem povečalo vodenje evidenc, pri čemer so lastninske pravice zapisane prek pravne listine in prakse kraljeve vlade, zapisane v pisni obliki. Verjetno je bilo nekaj dokumentov, napisanih pred 11. stoletjem, vendar je bila še posebej burna zgodovina Škotske verjetno priča izgubi ali uničenju številnih dokumentov. Prvi trden dokaz, ki se nanaša na Scone, je listina iz leta 906.

### Poimenovanje
Ni znano, zakaj točno se območje imenuje Scone (izgovorjeno /ˈskuːn/). Pri iskanju pomena besede ni pomagalo dejstvo, da so Scone v zadnjih 10 stoletjih pisali kot Scon, Scoon, Scoan, Scoine, Schone, Skoon, Skune, Skuyn, Skuyne, Sgoin, Sgàin in Sgoinde. Zato je težko vedeti, kje začeti v smislu etimologije besede Scone. Znano je, da je bil Scone v središču starodavnega piktskega kraljestva, zato bi lahko mislili, da bi ime izhajalo iz piktskega jezika. Obstoj ločenega piktskega jezika v zgodnjem srednjem veku je jasno potrjen v Historia Ecclesiastica Gentis Anglorum Bede v zgodnjem 8. stoletju, ki označuje piktijščino kot jezik, ki se razlikuje od jezika, ki so ga govorili Briti, Geli in Anglosasi.
Zato je veljalo, da Scone izhaja iz p-keltske besede Sken, ki pomeni 'rez' ali 'rezanje'. To je bilo gelizirano kot Sgàin (izgovorjeno Skene). In je lahko lep primer združitve piktske in gelske kulture in jezikov. Britski izvor imena kraja Scone je velikega pomena za zgodovino in status kraja in lahko pojasni, zakaj je slavni Kenneth MacAlpin, prvi škotski kralj, izbral Scone za svojo prestolnico.
Pomen 'rezanje' bi se lahko nanašal na to, kar je danes znano kot 'bratovski brlog'. Gelski izvor imena kraja Scone, če ni povsem diskreditiran, je zaradi sodobne analize krajevnih imen na vzhodu Škotske, kjer je Scone, bolj malo verjeten. Takšna analiza podpira zgornjo trditev, da se je otoški keltski jezik, povezan z bolj južnimi P-keltskimi britskimi jeziki, prej govoril v Pictiji (in torej ne Q-keltski jezik).

### Starodavno kraljestvo Scone
Scone je bil vsaj od 9. stoletja kraj kronanja škotskih kraljev in dom kamna iz Sconea, bolj pogosto imenovanega kamen usode. Kenneth MacAlpin (tradicionalno znan kot prvi škotski kralj), Macbeth, Robert Bruce in Karel II. Angleški so med 42 škotskimi kralji, ki so bili inavgurirani in okronani v Sconeu. Veljalo je, da noben kralj nima pravice vladati kot škotski kralj, razen če je bil najprej okronan v Sconeu na kamnu iz Sconea. V srednjem veku je bil na tem ozemlju velik avguštinski samostan, opatija Scone, od katere zdaj ni nič nad tlemi, razen ločenih arhitekturnih fragmentov. Scone je bil tudi kraj prvega škotskega parlamenta ali sveta/skupščine. Kralj Konstantin II. Škotski je leta 906 sklical skupščino v Sconeu. Zbor je bil zabeležen v Kroniki kraljev Albe; Alba je zgodnje ime za zgodnjesrednjeveško Kraljevino Škotsko. Kronika zapisuje, da:
Kralj Konstantin in škof Cellach sta se srečala na Hill of Belief blizu kraljevega mesta Scone in se zaobljubila, da se morajo zakoni in discipline vere ter zakoni cerkva in evangelijev držati pariter cum Scottis.
Scone je bil tako središče moči v starodavnem kraljestvu Alba, podvojil pa se je tudi kot kraj škotskih kronanj in parlamentov. Poleg tega je v srednjem veku Scone deloval kot kraljeva rezidenca in lovišče. Robert II. je večino svojega življenja preživel na Sconeu. Na koncu so ga položili v samo opatijo, čeprav njegovega groba niso nikoli našli. Priljubljen star pregovor nakazuje pomen Sconejevega statusa v upravljanju in vladavini Kraljevine Alba in pozneje Škotske:
Kot je zazvonil zvonec iz Sconea, bodi tako.
Ta rek je bil pogosto ponovno citiran kot Ko zazvoni zvonec Scone kocke, je zakon države sprejet. To je izjava o velikem pomenu slovesnosti v Sconeu in sodb z vrha Moot Hilla. To so stari izreki, kot je ta, ki so frustrirali zgodovinarje, saj izreki jasno opisujejo pomembno vlogo Sconeja v škotski zgodovini in pri zgodnjem oblikovanju škotskega naroda. Primarni vir velikega dela zgodnje zgodovine in sodobnega ugleda Sconea temelji na škotski folklori. Primer drugega dela škotske folklore, ki nas spominja na Sconejev položaj kot glavnega sedeža oblasti v razvijajočem se zgodnjesrednjeveškem škotskem narodu, je gelščina:
Comhairle clag Sgàin: An rud nach buin duit na bean dà.
v prevodu:
Nasvet zvonca iz Sconea, ne dotikaj se tistega, kar ni tvoje.
V gelski poeziji je Sconejeva povezava natančneje s kralji in kraljevanjem dala različne poetične vzdevke, na primer Scoine sciath-airde, kar pomeni 'Scone visokih ščitov', in Scoine sciath-bhinne, kar pomeni 'Scone hrupnih ščitov'. 'Hrupni ščiti' se tukaj nanašajo na folklorni obred, na katerem bi se magnati zbrali v Sconeu na svetu. Ko so vstopili v Veliko dvorano, je vsak magnat po vrsti na stene obesil svoj ščit s svojimi grbi, preden je udaril z orožjem proti njim.
Mons placiti ali Scone Moot Hill je mesto otvoritve škotskih kraljev. Imenuje se tudi 'Hrib škornjev', verjetno iz starodavne tradicije, po kateri so plemiči prisegli zvestobo svojemu kralju, medtem ko so nosili zemljo svojih dežel v povezih za noge ali škornjih ali celo tako, da so stali na zemlji, ki so jo prinesli s seboj iz svojih domovin (v škornjih nosijo zemljo). Tradicija pravi, da je Moot Hill ali bolje rečeno 'Boot Hill' nastal kot rezultat te tradicije plemičev, ki so v Scone prinesli kos svoje zemlje. Škotski kralji, ki so bili sami inavgurirani na hribu Moot, so se tako med temi slovesnostmi zelo simbolično zavezali ljudstvu Škotske, Škotom. Ta zaveza je bila sprejeta z vrha hriba, ki je, če je verjeti tradiciji, predstavljal vse dele škotskega kraljestva in tako omogočil kralju, da je prisegel, medtem ko je simbolično stal nad vso Škotsko.

### Samostan Scone
Scone je bil starodavno zbirališče Piktov in verjetno mesto zgodnjekrščanske cerkve. Kraj kronanja se je imenoval Caislean Credi, Hill of Credulity, ki je ostal kot sedanji Moot Hill. V srednjem veku je bila gomila označena s kamnitim križem, ki pa je verjetno izginil med škotsko reformacijo leta 1559, ko je samostanske stavbe oplenila drhal iz Dundeeja pod vodstvom Johna Knoxa.
Od leta 1114 do 1559 je bil Scone eden največjih škotskih samostanov in kasneje opatij. Status samostana je bil formaliziran z listino kralja Aleksandra I.. Predstavitev cerkve na pečatu in nekateri ohranjeni arhitekturni fragmenti kažejo, da je bila zgrajena v romanskem slogu, z osrednjim stolpom, okronanim z zvonikom. Med letoma 1284 in 1402 je samostan Scone (včasih imenovan tudi palača opatov) pogosto služil kot hiša škotskega parlamenta.
Aleksander II. Škotski in Aleksander III. Škotski, oba okronana v Sconeu, sta vladala od leta 1214 do 1286. Stoletja je bil največji zaklad v Sconeu kamen iz Sconea, na katerem so bili kronani prvi škotski kralji. Ko je leta 1296 Edvard I. Angleški odnesel kamen iz Sconea v Westminstrsko opatijo, je bil stol za kronanja, ki še vedno stoji v opatiji, izdelan posebej za namestitev nanj. Robert Bruce je bil okronan v Sconeu leta 1306 in zadnje kronanje je bilo po Karlu II., ko je leta 1651 sprejel škotsko krono. Sconeov kamen je zdaj v Edinburškem gradu (zgodovinska Škotska) skupaj s škotskimi regalijami.
Samostan Scone je cvetel več kot štiristo let. Leta 1559 je v zgodnjih dneh reformacije postal žrtev drhali iz Dundeeja in bil v veliki meri uničen. Leta 1580 so bila posestva podeljena lordu Ruthvenu, pozneje grofu Gowrieju, ki je imel posestva okoli tega, kar se danes imenuje grad Huntingtower. Ruthvenovi so obnovili opatovo palačo starega samostana kot veliko rezidenco. Leta 1600 je Jakob VI. Škotski družino obtožil izdaje in njihova posestva v Sconeu so bila predana siru Davidu Murrayju iz Gospetrieja (kasneje znanem kot Lord Scone), enemu Jakobovih najbolj zvestih privržencev.
Leta 1604 je bila palača Scone družinski sedež Murrayjev iz Sconea in prvega lorda Sconea. Ti Murrayji so bili veja Murrayjev iz Tullibardina (kasneje Atholla), katerih prvotni družinski sedež je bil grad Balvaird v Fifeju. Podružnica je vključevala Williama Murrayja, 1. grofa Mansfieldskega, lorda vrhovnega sodnika kraljeve klopi (8. november 1756 – 4. junij 1788).

### Sodobna palača
Sodobna palača, ki jo je za 3. grofa Mansfieldskega zasnoval William Atkinson v neogotskem slogu in je bila zgrajena iz rdečega peščenjaka  kasteliranim strešnim zaključkom, je bila dokončana leta 1807. Ena njegovih najbolj znanih značilnosti je galerija.
Urejanje okolice palače je opravil John Claudius Loudon. Nadaljnja dela so se začela leta 1842, da bi bila palača Scone pripravljena za obisk kraljice Viktorije in princa Alberta.
V državnih sobanah palače Scone so na ogled zbirke pohištva, keramike, slonovine in ur. Nekatere cenjene vsebine palače Scone so rokokojski stoli Pierra Bare, nadaljnji predmeti Roberta Adama in porcelan Chippendale, Dresden in Sèvres ter zbirka vaz Vernee Martin in pisalna miza Jean-Henrija Riesenerja, ki jo je prejel David Murray, 2. grof Mansfieldski, Marie-Antoinette. Zbirka v palači Scone vključuje tudi vrsto škotskih in britanskih portretov, vključno z deli Reynoldsa, Ramsaya in de Lászlója. Eno najbolj znanih del je slika sira Davida Wilkieja, Vaški politiki.
Soba Lennox, poimenovana po vojvodi Lennoxu, je bogata z deli s kraljevimi povezavami, vključno s posteljnimi zavesami, ki jih je izdelala škotska kraljica Marija.
Zbirka velikih evropskih slonovin prihaja iz Bavarske, Italije in Francije. Izrezljane so bile v 17., 18. in 19. stoletju iz slonovega in mroževega okla, zbral pa jih je predvsem William David Murray, 4. grof Mansfieldski.
Ozemlje palače Scone vključuje Moot Hill, mesto kronanja škotskih kraljev. Replika kamna iz Sconea stoji na hribu Moot pred kapelo iz 17. stoletja, ki vsebuje čudovit spomenik, posvečen 1. Lordu Sconeu, ki ga je izdelal flamski kip Maximilian Colt. Kapela je imela tudi spomenik vklesanemu srcu prve žene 2. grofa Mansfieldskega.
Labirint v obliki zvezde Murray pokriva površino 1600 kvadratnih metrov. Posajena je v mešanici Peltophorum pterocarpum in zelene bukve, zasnovana tako, da spominja na tartan družine grofov Mansfield, Ancient Murray of Tullibardine, in je v obliki peterokrake zvezde, ki je del emblema družine Mansfield.
Na ozemlju palače Scone so lepi gozdovi, nekatere jelke so stare vsaj 250 let. Ozemlje palače je bilo prvo mesto v Veliki Britaniji, kamor je David Douglas predstavil vrsto drevesa 'navadna ameriška duglazija' (Pseudotsuga menziesii).
- Spomenik 1. lordu Sconeju v kapeli Scone
- Spomenik 2. grofu Mansfieldove prve žene, grofici Henrietti von Bünau, hčerki grofa Heinricha von Bünaua
- Labirint v palači Scone